# ベルン交響楽団
ベルン交響楽団 (べるんこうきょうがくだん、Berner Symphonie-Orchester ) は、スイスのベルン市にあるオーケストラ。ベルン市立劇場 (Stadttheater Bern ) の座付きオーケストラでもある。

## 沿革
1877年にベルニッシャー管弦楽団として設立。

カール・ムンツィンガーやフリッツ・ブルンなどの指揮者の下で基礎が築かれ、シャルル・デュトワ、ペーター・マーク、ドミトリー・キタエンコなどが首席指揮者を歴任し楽団は発展を遂げてきた。

2005年から2010年までアンドレイ・ボレイコ、2010年から2021年までマリオ・ヴェンツァーゴ、2024年からクシシュトフ・ウルバンスキが首席指揮者を務める。
1972年にミシェル・コルボと録音したフォーレのレクイエムは、名盤として高い評価を受けている。

## 歴代首席指揮者
- アドルフ・ライヒェル （1877年-1884年）
- カール・ムンツィンガー（1884年-1909年）
- フリッツ・ブルン（1909年-1941年）
- リュック・バルメール（1941年-1964年）
- パウル・クレツキ（1965年-1968年）
- シャルル・デュトワ（1968年-1978年）
- グスタフ・クーン（1979年-1982年）
- ペーター・マーク（1984年-1991年）
- ドミトリー・キタエンコ (1991年-2004年)
- アンドレイ・ボレイコ（2004年-2010年）
- マリオ・ヴェンツァーゴ（2010年-2021年）
- クシシュトフ・ウルバンスキ (2024年- ）